# S. O Navio de Teseu (livro de Doug Dorst)
S. é um romance de 2013 escrito por Doug Dorst e concebido por JJ Abrams. O romance é incomum em seu formato, apresentado como uma história dentro de uma história. É composto do romance O Navio de Teseu de um autor fictício, e notas manuscritas nas margens do livro, como um diálogo entre dois estudantes universitários que buscam descobrir a identidade misteriosa do autor. O livro também é cheio de encartes, como fotografias, cartões-postais e até mesmo um mapa em um guardanapo, que foram documentos trocados entre os estudantes e deixados dentro do livro.
S. é considerado pelos autores como "parte obra de arte, parte experimento literário, e uma carta de amor à expressão física dos livros".

## Descrição
S. é apresentado na forma de um romance chamado O Navio de Teseu escrito por um autor misterioso chamado V. M. Straka e publicado em 1949. Além da capa preta com o título S., nenhuma referência é feita a Dorst ou Abrams, e a única referência as verdadeiras informações de publicação do livro aparecem em letras miúdas na contracapa. A informação da publicação é impressa em uma imitação de um histórico de empréstimo do livro de uma biblioteca de uma escola do ensino médio, entre os anos de 1957 e 2000.
Ao ser retirado da caixa, S. é projetado para parecer como uma cópia do romance O Navio de Teseu, escrito por Straka e que foi pego emprestado, porém nunca devolvido, para a biblioteca da Escola Laguna Verde. As páginas estão desgastadas e amareladas, com selos da biblioteca na capa e na contracapa, além de manchas de uso. A lombada do livro é rotulada com um adesivo da biblioteca marcando o número de localização do romance na Classificação Decimal de Dewey.
O romance pode ser lido sozinho em sua totalidade. Apresentado como o décimo nono e último romance de Straka antes de sua misteriosa morte, O Navio de Teseu conta a história de um amnésico em uma estranha jornada para se descobrir. A enigmática vida e a morte de Straka são consideradas um dos maiores mistérios do mundo literário e estão envoltas em teorias conspiratórias e alegações de espionagem e assassinato. Sua identidade é objeto de muito debate acadêmico, como evidenciado por um prefácio e notas de rodapé de FX Caldeira, descrito como o tradutor escolhido de Straka para muitos de seus livros, incluindo O Navio de Teseu, embora Caldeira nunca tenha se encontrado com Straka cara a cara.
Um segundo enredo ocorre nas margens do livro. Eric é um estudante de pós-graduação desonrado que passou a vida estudando Straka e seus trabalhos literários. Jen é uma universitária sênior contemplando o próximo passo de sua vida. Os dois começam a trocar uma cópia de O Navio de Teseu várias vezes, na biblioteca da universidade, mas sem se encontrarem pessoalmente, usando as margens do livro para realizar discussões sobre quem Straka era usando anotações manuscritas, setas e símbolos. O casal espera resolver o mistério da identidade de Straka antes do professor de pós-graduação de Eric, que supostamente roubou sua pesquisa e o expulsou, publicando sua pesquisa sobre Straka. As marginálias escritas a mão nem sempre são cronológicas. Diferentes cores de caneta e estilos de caligrafia denotam os diálogos entre os dois e como eles mudam em releituras posteriores sobre o romance.
Concomitantemente com a cronologia de Jen e Eric de ler e anotar o romance, há cartões postais, cartas manuscritas, mapas, artigos fotocopiados e trechos de livros fisicamente dobrados e inseridos entre as páginas encadernadas do livro, enquanto Jen e Eric fornecem evidências e pistas um para o outro enquanto trocam o livro.

## Desenvolvimento
S. é uma colaboração entre o produtor de cinema JJ Abrams, que surgiu com o conceito do livro, e o escritor Doug Dorst. Abrams afirmou que a ideia veio após ele encontrar um livro em um banco que tinha uma inscrição: "para quem encontrar este livro, por favor, leia-o e leve-o para algum lugar e deixe-o para alguém ler". Dorst afirmou que sua ideia para o conceito central da história foi inspirada por dois mistérios literários: a questão da autoria de Shakespeare e a controvérsia sobre a identidade de B. Traven que escreveu vários romances aclamados e bem-sucedidos no início do século 20, mas tão bem guardado sua privacidade que sua verdadeira identidade nunca foi conclusivamente estabelecida. Ele escreveu O Navio de Teseu primeiro, com a intenção de ser lido por seus próprios méritos. As notas marginais e efêmeras foram adicionadas mais tarde.
Os autores pretendiam que o livro fosse um objeto físico e não apenas uma história. Abrams observou que "segurá-lo fisicamente é o que interessa". Um revisor chamou S. de um argumento para pagar mais por um livro físico, "um possuidor de maravilhas que não podem ser traduzidas em bits digitais".
A produtora de filmes de Abrams, Bad Robot Productions, lançou um trailer online intitulado "Stranger", levando a rumores de que poderia ser o próximo filme ou projeto de TV de Abrams, talvez até mesmo um spin-off para a série de TV, Lost. Foi finalmente explicado que estaria promovendo o S., depois que um trailer oficial do livro foi lançado.